# 楢崎瑞
楢崎 瑞（ならさき るい、1986年7月23日 - ）は、南海放送 (RNB) のアナウンサー。元山口朝日放送（yab）のアナウンサー。

## 経歴
東広島市立八本松中学校から広島商船高等専門学校（4年で中退）を経て広島修道大学法学部国際政治学科を卒業。学生時代は13年間野球一筋（ポジションはピッチャー）だったというが、山口朝日放送 (yab) 入社後「野球をやっていたようには見えないと言われるのが悩み」とも語っている。
小学生の頃、旧広島市民球場で実況の練習をしている地元放送局のアナウンサーを見たのがきっかけでアナウンサーを志すも、2010年に中国放送 (RCC) に入社した時はラジオディレクターおよび報道部記者としての採用であった。
一度はアナウンサーの夢を諦めるも、2013年11月にyabにアナウンサーとして中途採用される。RCC時代も含めてアナウンススクール等には通っていなかった。入社後は主にバラエティ・情報番組やスポーツを担当。2014年からは念願であった高校野球の実況も担当している。
2023年3月をもってyabを退社し、RNBに移籍。同年4月8日放送のJ3リーグ・愛媛FCvsFC岐阜の実況中継で愛媛でのデビューを果たした。

## 人物
- 趣味は「おいしいカフェさがし」と音楽鑑賞。音楽ではONE OK ROCK、さだまさし、アリス、久石譲を好んで聴く[2]。
- 無類の甘党を公言しており、酒は全く飲めない（ただし飲み会は好き）という[4]。
- 山口朝日放送時代の同僚アナウンサー（後輩）の浅野航平とよく似ているといわれるという[5]。
- 『みんなのレノファ』を単独番組としての開始当初から担当しているが、それまでサッカーはするどころか試合観戦すら1度しか経験がなく、サッカーに関してはほとんど素人同然だったという。しかしそのことが逆に「サッカーを知らない層を取り込む」というコンセプトに合致し、分からないことは調べ、自分と同じようにサッカーに詳しくない人でも理解できるように伝えていくという番組制作スタンスにつながっているという[6]。
- 私生活については特に公言していなかったが、2025年4月13日の「地方創生プログラム ONE-J」（TBSラジオ）出演の際に、既に結婚しており二児の父親であることを明かしている[7]。

## 出演

### 山口朝日放送（YAB）時代（2013年11月 - 2023年3月）
- yabニュース
- Jチャンやまぐち（スポーツ担当→「まんぷく地元食堂」レポーター→メインキャスター→「みんなのレノファ」担当）
- きらり夏 全国高校野球選手権 山口大会（実況担当、2015年から決勝戦担当）
- 土曜の目覚めはどき生てれび（「チャンネルはそのままで」、みんなのレノファ担当）
- レノファ山口FC戦中継（実況担当・レポート担当）

### テレビ
- ビーンズmorning （土曜 9:55- ）
- KICK OFF! EHIME （土曜 10:15- ）
- えひめの愛顔発信 ＃ひめ推し（愛媛県政広報番組）
- 大好き!まつやま（松山市政広報番組）
- スポーツ中継（サッカー・愛媛FC戦実況、等）

### ラジオ
- Top Up（月-金曜 12:00-13:00）木・金曜
- 愛媛マンダリンパイレーツ応援番組「LOVE&BASE」（木曜 12:20- ）
- ニュースな時間 金曜プレゼンター

#### ゲスト出演
- 「地方創生プログラム ONE-J」（2025年4月6日 - 4月13日、TBSラジオ） - 2週替わりパートナー